# どついたるねん (バンド)
どついたるねんは、日本のバンドである。英語圏ではSUSHI BOMBER（スシボンバー）名義で活動している。音楽活動のほか、ファッションブランドBEAMSのモデル、映画、演劇、アダルトビデオへの出演、写真集の発表など、活動は多岐にわたる。キャッチフレーズは「東京で一番かっこいいバンド」「東京で一番おもしろいバンド」など。

## メンバー
- ワトソン（1986年7月19日-、O型[3]）
  - 別名：たもつ　旧名：あんず[4]
  - 本名：相川 渡（あいかわ わたる）[5]
  - ボーカル、ギター、ドラム担当。
  - チーターズ、猫っかぶりゼネレーションの元メンバー（ドラム）。
  - 東京都練馬区関町出身[3]。
  - 高校時代は出席番号1番、ラグビー部[6]。
  - 弾き語りや演劇など、ソロでの活動も積極的に行っている。
- 先輩（1986年2月24日-、O型[7]） 
  - 旧名：リー、miu-miu、ミウラヒカリ、ミウラドン
  - 本名：三浦 佳祐（みうら けいすけ）[8]
  - リーダー、ボーカルシンセサイザー、ギター、サンプラー、ベース担当。
  - 神奈川県小田原市出身[7]。
  - 大学に一浪して入学し、ワトソンと出会う[6]。
  - 大学卒業後は就職をした[6]ため、ライブに参加できないこともあった。
  - 現在はバンド活動に専念している。
  - ベストアルバム『先輩ベスト』、50万円の写真集『先輩ちゃん』（撮影：塚本弦汰）の発表、keisuke miura名義でアパレルネットショップの展開、アダルトビデオメーカーHMJM（ハマジム）のサイトでコラムの連載など、多彩な活動をしているマルチタレント。
  - コンビニ弁当を縦に入れられるとキレるなど、食事には厳しい[9]。
- うーちゃん（1986年4月10日-、A型[10]）
  - 別名：うーちゃか、シージ鵜飼、ウガイビーツ
  - 旧名：マイネームイズうがい
  - 本名：鵜飼 健太郎（うがい けんたろう）[11]
  - ボーカル、ギター、トラック作り、シンセサイザー、サンプラー担当。
  - 坂本移動どうぶつ園の元メンバー。
  - 東京都多摩市出身[10]。
  - 雑司が谷に自宅兼レーベルのオフィスを構える[12]。
  - 身長167cm、体重57kg[13]。
  - DJ ken ishiguroとしてDJ活動も行う。
  - メンズエステに行き、極端に1部分だけ濃い左肘の体毛を永久脱毛した事がある[14]。
  - 「うーちゃか」は苗字の鵜飼と爆笑問題・田中裕二のあだ名「ウーチャカ」にちなんだもの。『爆笑問題カーボーイ』（TBSラジオ）で話題になった翌週、自ら番組にメールを送り、田中から「ウーチャカ」の使用許可を得た。

他、サポートが入ったり、脱退したメンバーが登場したりと、バンドの編成はかなり変わる（担当楽器や曲も時期によってコロコロ変わる）。

### 元メンバー
- 山ちゃん（1986年3月22日-、血液型O型[16]）
  - 旧名：ORE山ちゃんjones
  - 本名：山村 想（やまむら そう）[5]
  - ボーカル、ベース、ギター、キーボード担当。
  - 猫っかぶりゼネレーションの元メンバー（ベース）。
  - 埼玉県越谷市出身[16]。
  - 身長181cm[17]。
  - 高校から大学2年までレスリングをやっており[6]、2015年7月19日にディファ有明にて行われた「THE OUTSIDER」に参戦、望月冬也選手との試合に2R判定3:0で勝利を収めた[18]。
  - 2018年11月脱退[19]。
- IGAXX
  - 2012年脱退。
  - 本名：井川（いかわ）
  - ドラム担当。
  - ワトソンとは高校の同級生で、同じラグビー部だった。
  - 名前の読みは「いかわ」だが、メンバーに「いがわ」だと思われていたため、IGAXX（イガックス）と命名された[20]。
- ろっきー （1984年-）
  - 2010年ごろ脱退。
  - フジロッ久(仮)の元メンバー。
  - 現在はSeventeen Again、高橋元希 with the pengyou、CAFROM、イエイエクルーのメンバー。
- ポリ
  - 2010年ごろ脱退。
  - 『ピラミッドをぶっ壊せ！』に収録されている「恋する般若心経」の構成作家を務めた[21]。
- 田口（1990年10月5日- ）[22]
  - ドラム担当。
  - 東京都足立区出身[22]。
- DaBass（ダバス）（1991年9月27日-、A型[23]）
  - 別名：ベースマン木本、THE BASS
  - 本名：木本 創太（きもと そうた） [8]
  - ベース、トラック、ボーカル、ギター作り担当。
  - 岐阜県中津川市坂下出身[23]。
  - ブラックミュージックに影響を受け、スラップ奏法を得意とする。
  - 2018年10月脱退[24]。現在、Coffとして精力的に活動中[25]。
- トム
  - 本名：吉岡 十夢（よしおか とむ）
  - 坂本移動どうぶつ園の元メンバー（マネージャー）。
- 浜 公氣（1989年7月4日-、A型[26])
  - 本名：浜 公氣（はま こうき） [27]
  - ドラム、パーカッション、ボーカル担当。
  - 長野県岡谷市山下町出身[26]。
  - 好物は白カビサラミ[28]。
  - 仕事の忙しさからパンクし、パソコンをドリブルしながら帰った事がある[28]。
  - 2021年11月脱退[29]。
- ファック松本（1991年9月7日-、B型[30]）
  - 本名：松本 貴匡
  - ギター担当。
  - 東京都日野市豊田出身[30]。
  - 2017年11月脱退[31]。
- 小林4000（1986年4月28日-[32]）
  - 本名：小林 達矢（こばやし たつや）[33]
  - キーボード担当。
  - ELMER、TOURSの元メンバー。
  - いつも黒い服を着ている。
  - 車酔いがひどい[34]。
  - 2017年11月脱退[31]。
- 山中治雄
  - 別名：マイケル[35]
  - ベース担当。
  - ドレスコーズ、Qomolangma Tomatoの元メンバー。
  - 2018年10月にサポートメンバーとして加入。2020年10月に正式加入した[36]。
- 冷牟田敬
  - ギター担当。
  - 昆虫キッズの元メンバー。
  - 2020年3月にサポートメンバーとして加入[37]。2020年10月に正式加入した[38]。
- セナ・グランデ
  - キーボード、ピアノ担当。
  - 2020年10月に正式加入した[39]。
- もつお
  - 2020年10月に正式加入した[40]。

※元メンバーが現在スタッフやサポートを務めていることもある。

### サポートメンバー
- 吉澤幸男
  - 別名：HAPPY MAN、プリンス[41]
  - ギター担当。
  - GAGAKIRISEのメンバー。
- 藤村頼正
  - ドラム担当。
  - シャムキャッツのドラム（ドラムスティック級と噂されている） 。
  - アルバムのレコーディング（『1986』など）やライブにサポートメンバーとして参加[42]。
- 藤原亮[43]
  - 別名：ジェイク[44]
  - キーボード担当。
  - フジロッ久のメンバー。

## 来歴
2006年、玉川大学にて、ワトソンと先輩が出会い、母体となるバンド「キーマカリーズ」が結成される。結成当初のメンバーはワトソン（ボーカル、ギター、ドラム）、先輩（リズムマシーン）、森（ベース）、サカモト（ドラム）。
2006年4月、IGAXXがDrで加入。
いつでも自分たちが面白いと思うことを、自分たちが一番面白いと信じながら、時に疑いながら、町田を中心に精力的にライブを行う。初ライブは町田FLYで、客にカレーライスを振る舞う。
当初は誰にも相手にされなかったが、うがい率いる坂本移動どうぶつ園と親睦を深め、下北沢の和民にて坂本移動どうぶつ園の主催するのりちゃんレコードと契約。12月にファーストアルバム『4649』をリリースした。この頃、活動拠点が下北沢中心になる。
その後、ベースが脱退、ワトソンとともに猫っかぶりゼネレーションのメンバーとして活動していた山ちゃんが加入。間もなくしてバンド名を「どついたるねん」に変更。メンバーチェンジを繰り返した末に、下北沢のモスバーガーにてうがいの加入が決まる。高円寺を中心に、熱心なライブ活動を行う。
2007年5月、バンド名を「最高は今（GREATEST NOW）」に変更するも、7月に「どついたるねん」に戻す。
2008年3月、どついたるねんとしてのファーストデモ『スペシャルあざ～っす！』を発表。
2010年より、ワトソン、先輩、トムが高円寺の一軒家にてルームシェアを始める。通称どついたるねんハウス（どつハウス）。後にうがいが合流。同年11月4日から数日、フランスにてライブを行った。
同年末から、ヨーロッパツアーを敢行。ドイツでのライブが好評だった事がバンドを続けて行く糧となる。
2011年6月、高橋翔（昆虫キッズ）プロデュースにより、1stアルバム『ダディ』発売。その後、IGAXXの脱退とともに解散騒動が起き、活動休止。
(『ダディ』にはスカートの澤部渡が録音を担当し、オペラ歌手であるIGAXXの母親が参加したボツ音源が存在する。。)

2012年5月17日に活動を再開し、新曲と岩淵弘樹監督による映像を3ヶ月間、毎日YouTubeにアップ。ベースマン木本が加入、田口が脱退。
2012年末、高橋翔プロディースで『1986』を、翌年2013年1月に99曲入りサード・アルバム『どどどどどついたるねん』を発表。
2013年4月、〈音楽×映画〉というコンセプトの映画祭「MOOSIC LAB 2013」に映画『viva!毒突きママ』（監督:加藤麻矢）の主演と音楽担当で参加。夏にはCD-Rシリーズ『ドツノポリス』を続々リリース。同時期に浜が加入。
2013年10月31日、いくしゅん、池野詩織、梅佳代、川島小鳥、金子山、佐伯慎亮、西光祐輔ら写真家7人による撮り下ろしの写真集『MY BEST FRIENDS』を刊行。
2013年、ファッションブランドBEAMSの秋冬メンズモデルを務め、翌年2014年4月8日に同ブランドと、デザイナーの中村じょうじ、大川久志、池野詩織らとのコラボレーションTシャツなどを発売。
2014年2月に『サムライ伝説どついたるねん』、198曲入りの『ピラミッドをぶっ壊せ!』、3月に6008曲入りの『grandmother' s milk』を連続発売。2014年5月28日、日経MJに「日常を絶唱」「型にはまらず早業の曲作り」などと紹介される。11月には峯田和伸（銀杏BOYZ）をスーパーバイザーとして迎えたベストアルバム『どついたるねんBEST HITS』を発表。「クイズ☆正解は一年後」（2013年12月30日放送）でレイザーラモンRGが布袋寅泰「スリル」に乗せて披露した「2014年あるある」の影響で、アルバムのアートワークは布袋寅泰の3枚目のベストアルバム『GREATEST HITS 1990-1999』をオマージュしている。11月10日、峯田和伸、大森靖子、元BiSのテンテンコ、川本真琴、PUNPEEをゲストに迎え、恵比寿LIQUIDROOMにてワンマンライブ「第二回おならプープーまつり」を行った。同じ頃ファック松本が加入。
その後、一部楽曲に関しての騒動が起こり、謝罪を表明。
2015年2月18日、歌手の aiko がどついたるねんの公式グッズである犬トレーナーを着用した自身の写真をオフィシャルツイッターにアップして反響を呼んだ。
2015年3月8日から22日まで、アメリカ西海岸ツアーを敢行し、これをきっかけに英語圏では「SUSHI BOMBER」（スシボンバー）という名義で活動することが発表された。この頃、アメリカツアー前からサポートで演奏していた小林4000が正式に加入。
2015年5月1日より、α-STATION（エフエム京都）で放送中のFLAG RADIOにて、奇数月の金曜日にDJを務めている。
2015年6月6日、アダルトビデオメーカーのHMJM（ハマジム）と完全18禁フリーライブを開催、9月1日にその様子を収録したアダルトビデオ兼ライブ映像である『どついたるねんライブ』を発売した。同作品は AV OPEN 2015 の企画部門にエントリーし、IPPA賞を受賞した。同時に劇場版も制作され、全国各地で上映された。
2015年10月21日、初のR&B（自称リズム&バカ）アルバムである『ミュージック』を発売。それに伴い47都道府県を一筆書きで巡る日本一周ツアーが発表されたが、2015年10月21日の時点では東京2公演以外の会場は一切決まっていなかった（2016年1月7日、ツアー初日に48公演全ての会場が決定した）。
ツアーのルールとして終了するまで髭を剃ってはいけない、剃るためには500円をバンドに寄付しなければいけない。

また、幻冬舎 plus にて「どついたるねんの会場が決まってないジャパンツアーの連載」がスタートした。。
2016年3月、無事ジャパンツアーを終了、髭ルールを最後まで守り続けたのは（浜、小林を除く）6人。
2016年7月27日、シングル「緊張の糸 / 本気で好きな人」をタワーレコードおよびライブ会場限定で発売。東京と大阪にてレコ発ワンマンツアーを行った。
2016年7月29日、ジャパンツアー中に幻冬舎 plusで行っていた連載が、どついたるねん『バンドやって生活できないなんて意味ないじゃん！ 47都道府県をひと筆書きでまわるジャパンツアー日記 』として電子書籍化。
2017年2月15日、フルアルバム「COLOR LIFE」をリリース予定、3月よりレコ発ワンマンツアー「彦龍」を開催が決定している。

## ディスコグラフィ

### 書籍
- MY BEST FRIENDS どついたるねん写真集（2013年10月31日）
  - いくしゅん、池野詩織、梅佳代、川島小鳥、金子山、佐伯慎亮、西光祐輔ら写真家7人による撮り下ろしの写真集。
  - 編集は九龍ジョー、デザインは関万葉。
- ぴゅあ尻（2015年） 撮影：塚本弦汰
  - アメリカツアーのときに撮った写真をまとめた写真集。
- どついたるねん『バンドやって生活できないなんて意味ないじゃん！ 47都道府県をひと筆書きでまわるジャパンツアー日記 』（2016年7月29日）
  - ジャパンツアー中に幻冬舎 plusで行っていた連載「どついたるねんの会場の決まっていないジャパンツアー」が電子書籍化され、同行者からの原稿や写真が追加されたもの。

## ミュージックビデオ
| 監督                     | 曲名 |
| ------------------------ | --- |
| 浅井一仁                 | 「JYO」「BODY GUARD」 |
| 大石規湖                 | 「Perfect Love」「UNCHAIN2」                                                                                             |
| 坂本渉太                 | 「BOLT-Brother Ⅱ Brother-」                                                                                              |
| 西光祐輔                 | 「遠浅の部屋」「静かなるドン」「精神」「生きてれば」「大嫌いfeat.柴田聡子」                                              |
| げんた                   | 「トム feat Purple Reggae」                                                                                              |
| うーちゃか（うーちゃん） | 「死のダンス」「mobb cheeeep」「本気で好きな人」「緊張の糸」「ミッドナイトデジャヴ」                                     |
| George Givvn（LowPass）  | 「人生の選択 feat.PUNPEE」                                                                                               |
| 岩淵弘樹                 | 「UNCHAIN」「ウーチャーハン2」「ばっちこーい！サラダバー」「Just like まじっすか？」「ジェロニモFUNK」「クーロンナイト」 |
| 三代目岩淵弘樹(谷崎洋志) | 「わたるちゃん」 |
| 金子山                   | 「モンキーパーク」 |
| 玉田伸太郎               | 「夢」 出演：山ちゃん、ZEN-LA-ROCK（185cm）、大迫直子、ポリ                                                              |

## テレビ出演
- 香港のテレビ局（2013年8月頃放送） 日本のフリーターについての取材を受けた[6]。
- ブラジルのテレビ局（2014年2月） 日本のカルチャーを紹介する番組の取材を受けた[6]。
- アフロの変（フジテレビ 2015年6月12日放送） 様々なジャンルのトップクリエイターが今ひっかかっている“変なモノ”を紹介する番組。九龍ジョーによる紹介。